# أنطونيو نارديني
أنطونيو نارديني (بالإيطالية: Antonio Nardini)‏ هو مؤرخ إيطالي، ولد في 7 فبراير 1922 في بارجا في إيطاليا.